# Gare de Lisgar
La gare de Lisgar est une gare ferroviaire située sur Argentia Road dans le nord-ouest de Mississauga en Ontario. Elle est desservie par des trains de banlieue et des trains-bus de la ligne Milton de GO Transit, ainsi que des autobus de Mississauga, de Brampton, et de Milton.

## Situation ferroviaire
La gare de Lisgar est située à la borne 25,1 milles (40,4 km) de la subdivision Galt du Canadien Pacifique (CP), entre les gares de Milton et de Meadowvale.

## Histoire

### Credit Valley Railway
Le Credit Valley Railway a été construit entre 1877 et 1879. L'entreprise ferroviaire a été affrétée en février 1871 afin de construire une nouvelle ligne ferroviaire reliant Toronto et Orangeville via Streetsville, maintenant un quartier de Mississauga. Le principal bailleur de fonds du projet était George Laidlaw, un homme d'affaires qui a favorisé le développement des chemins de fer à voie étroite à Toronto. Le contrat d'affrètement a ensuite été modifié au cours des années suivantes pour prolonger la ligne principale vers Saint-Thomas afin de se connecter au Canada Southern Railway.
Après l'achèvement de la ligne complète en 1881, l'entreprise était au bord de la faillite et a commencé à chercher un acheteur ou un bail commercial. L'argent manquait cependant et les progrès de travaux étaient lents. Le premier tronçon entre Parkdale (à Toronto) et Milton a été ouvert en 1877. Un certain nombre de municipalités qui avaient fourni des fonds pour la construction étaient préoccupées car elles prévoyaient que la construction de la ligne augmenterait la concurrence et briserait le monopole créé par le Grand Tronc. Une solution fut rapidement trouvée lorsque le président du CVR, convainquit le Canadien Pacifique de reprendre la ligne en 1883.

### GO Transit
La ligne Milton est mise en service le 25 octobre 1981, et la gare de Lisgar a ouvert ses portes le 4 septembre 2007, afin de désengorger la gare de Meadowvale qui était au point de saturation.
Alors que la croissance des banlieues se poursuivait vers le nord et l'ouest, GO Transit a continué à ajouter des trajets de trains. Un septième train a été ajouté en juin 2009, et suivi d'un huitième en juin 2012. En janvier 2015, un neuvième train est ajouté sur la ligne, suivi d'un dixième train en septembre 2016. En 2020, Metrolinx a publié un plan stratégique qui prévoyait l'expansion du service à toutes les 15 minutes ou mieux aux heures de pointe entre Meadowvale et Union (avec un service en contre-pointe toutes les 30 minutes) et un service toutes les demi-heures hors pointe vers Meadowvale, avec des bus correspondants vers Milton.
Alors que l'agence provinciale aimerait offrir à nouveau un service de mi-journée bidirectionnel sur la ligne, améliorer le service vers Mississauga et possiblement augmenter le service de métro, les négociations avec le CP se sont avérées frustrantes. Contrairement au CN, la subdivision Galt du CP entre Mississauga et Toronto est sa seule ligne principale entre Toronto, London et Windsor. Il n'existe aucune voie de contournement vers laquelle le trafic de marchandises du CP peut se détourner. GO Transit a dû dépenser des sommes considérables pour ajouter des voies afin d'obtenir le service dont il dispose actuellement, et bonifier le service à toute la journée serait coûteux pour l'agence provinciale.

## Service des voyageurs

### Accueil
La billetterie de GO Transit est ouverte en semaine de 5 h 45 à 9 h, fermée les fins de semaine et jours fériés. L'ambassadeur de la gare GO peut aider les clients à configurer un type de tarif ou à définir un trajet par défaut sur la carte Presto. Les clients disposent également d'options en libre-service, notamment l'achat d'un billet papier dans un distributeur automatique de billets, le chargement d'une carte Presto dans un distributeur automatique de billets compatible avec Presto, l'achat d'un billet électronique avec leur téléphone intelligent et le paiement au valideur avec une carte de crédit sans contact ou une carte Presto.
La gare est équipée d'une salle d'attente, des toilettes, de Wi-Fi, d'un téléphone payant, du stationnement incitatif, et d'une boucle de bus. Le stationnement incitatif est équipé des places de stationnement réservées, d'une aire de covoiturage, et d'un débarcadère. La boucle de bus dessert les autobus de GO Transit, de MiWay, de Brampton Transit, et de Milton Transit.
L'ensemble de la gare est accessible aux fauteuils roulants.

### Desserte
La gare dessert les trains de la ligne Milton aux heures de pointe. 8 trains en direction d'Union s'arrêtent à la gare les matins de semaine, et 8 trains en direction de Milton s'arrêtent les soirs de semaine. Aucun train ne dessert la gare hors pointe et en fin de semaine. GO Transit exploite les navettes hors pointe entre la gare de Clarkson, les gares de Streetsville et de Meadowvale, le centre commercial Meadowvale Town Centre et la gare de Lisgar, en fonction des horaires du train Lakeshore West.

### Intermodalité

#### MiWay
La ligne 38 Creditview dessert la gare en semaine, et la ligne 38A Creditview-Argentia en fin de semaine au quai no 7. La correspondance est gratuite entre les autobus et les trains de GO Transit, et les autobus de Mississauga et de Brampton pour les passagers payant avec sa carte Presto ou sa carte de crédit. La correspondance est également gratuite pour les passagers de Milton Transit sur la présentation d'un billet de correspondance.

#### GO Transit
La ligne 21 dessert la gare de Lisgar, le centre commercial Meadowvale Town Centre, les gares de Meadowvale et de Streetsville, et la gare de Clarkson hors pointe, en fonction des horaires du train Lakeshore West.

#### Brampton Transit
La ligne 11 Steeles qui relie la gare de Lisgar, le terminus Brampton Gateway, et le Collège Humber dessert la gare aux heures de pointe et en fin de semaine. La ligne express 511 Steeles Züm dessert également la gare 7 jours sur 7, avec un horaire réduit. L'embarquement de ces bus se fait au quai no 5.

#### Milton Transit
À partir du 6 septembre 2022, Milton Transit exploite une nouvelle ligne qui relie la gare de Lisgar, Toronto Premium Outlets, et la gare de Milton le long de Steeles Avenue. La ligne 21 Steeles dessert la gare en semaine entre 5h57 et 22h, et le samedi entre 7h27 et 19h40. Aucun service n'est offert le dimanche. L'embarquement de la ligne 21 se fait au quai no 6.
La correspondance est gratuite pour les passagers de Mississauga, de Brampton, et de GO Transit, sur la présentation d'un billet de correspondance ou d'une carte Presto au chauffeur. Un billet de correspondance est remis lors de la présentation d'une carte Presto car ces bus ne sont pas équipés de valideurs de la carte Presto.